# Evgenij Vladimirovič Petrov
Evgenij Vladimirovič Petrov (in russo Евгений Владимирович Петров?; Belovo, 25 maggio 1978) è un ex ciclista su strada e dirigente sportivo russo. Laureatosi campione del mondo in linea e a cronometro da Under-23 nel 2000, è stato ciclista professionista dal 2001 al 2016, vincendo una tappa al Giro d'Italia 2010; dopo il ritiro dalle corse, ha ricoperto incarichi di direttore sportivo.

## Carriera
Nel 2000 a Plouay si laurea campione del mondo sia nella prova in linea che in quella a cronometro nella categoria Under-23. Passa professionista nel 2001 con la Mapei-Quick Step, venendo considerato in prospettiva uno dei migliori atleti per le grandi corse a tappe. I primi due anni sono buoni: Petrov ottiene sei vittorie, tra cui il titolo nazionale élite a cronometro (già vinto nel 2000) e il successo nella classifica finale del Tour de l'Avenir.
Le quattro stagioni successive non corrispondono invece alle aspettative: Petrov cambia più volte casacca (iBanesto.com, Saeco, Lampre) andando in genere a ricoprire ruoli da gregario a favore dei compagni di squadra, senza avere possibilità di emergere. Nel 2007 trova la sua dimensione accettando il contratto della neonata Tinkoff di Orlando Maini: corre il Giro d'Italia 2007 da capitano e lo conclude con un ottimo settimo posto. Nel 2008, sempre in maglia Tinkoff, partecipa sia al Giro d'Italia che alla Vuelta a España senza però ottenere grandi risultati.
Nel 2009 passa al neonato team russo Katusha. Partecipa poi al Giro d'Italia 2010, dove nell'undicesima tappa prende parte ad una fuga bidone assieme ad altri cinquantacinque corridori: in quell'occasione riesce ad attaccare nel finale, staccando Dario Cataldo e Carlos Sastre su tutti, e a vincere la tappa sul traguardo dell'Aquila. Nel 2011 si trasferisce all'Astana, nel 2013 passa quindi tra le file del Team Saxo-Tinkoff, svolgendo sempre ruoli di gregariato ma ritagliandosi anche un risultato individuale di prestigio, il successo nella sesta tappa del Giro d'Austria 2014. Si ritira dalle corse al termine della stagione 2016, ormai trentottenne.
Nel biennio 2019-2020 è attivo come direttore sportivo del team russo Gazprom-RusVelo.

## Palmarès
- 2000 (Under-23)

Coppa della Pace
Campionati russi, Prova a cronometro
Campionati europei, Prova a cronometro Under-23
Campionati del mondo, Prova a cronometro Under-23
Campionati del mondo, Prova in linea Under-23
- 2001

1ª tappa Tour de l'Ain (Chalaronne)
- 2002

5ª tappa Giro di Slovenia (Aidussina)
Classifica generale Giro di Slovenia
Campionati russi, Prova a cronometro
Classifica generale Tour de l'Avenir
Duo Normand (cronocoppie con Filippo Pozzato)
- 2010

11ª tappa Giro d'Italia (Lucera > L'Aquila)
- 2014

6ª tappa Giro d'Austria (Sankt Johann im Pongau > Villaco)

## Piazzamenti

### Grandi Giri
- Giro d'Italia

2005: 50º
2006: 57º
2007: 7º
2008: 29º
2009: 34º
2010: 31º
2011: 39º
2012: 61º
2013: 22º
2014: 48º
2016: 75º
- Tour de France

2003: 53º
2004: 38º
2005: ritirato (10ª tappa)
- Vuelta a España

2006: 18º
2008: 43º
2011: 65º
2013: 117º

### Competizioni mondiali
- Campionati del mondo

Verona 1999 - Cronometro Under-23: 3º
Plouay 2000 - Cronometro Under-23: vincitore
Plouay 2000 - In linea Under-23: vincitore
Lisbona 2001 - Cronometro Elite: 15º
Lisbona 2001 - In linea Elite: 86º
Zolder 2002 - Cronometro Elite: 17º
Zolder 2002 - In linea Elite: 159º
Hamilton 2003 - Cronometro Elite: 15º
Hamilton 2003 - In linea Elite: 69º
Madrid 2005 - In linea Elite: ritirato
Stoccarda 2007 - In linea Elite: ritirato
Varese 2008 - In linea Elite: ritirato
- Giochi olimpici

Sydney 2000 - In linea: ritirato
Sydney 2000 - Cronometro: 14º
Atene 2004 - In linea: 34º
Atene 2004 - Cronometro: 28º